# Daulotypus picticornis
Daulotypus picticornis  (Lea, 1922) es una especie de coleóptero de la familia Endomychidae.

## Descripción Morfológica
Son oleópteros caracterizado por su cuerpo compacto, élitros con puntuaciones gruesas dispuestas en hileras regulares y un revestimiento dorsal doble, compuesto por sedas suberguidas y largas espinas erectas sobre tubérculos. Presenta el último artejo del palpo labial grande, transversal y aplanado dorsoventralmente, galea maxilar triangular y alas posteriores con una mancha medial. 
El pronoto tiene márgenes crenulados, el proceso prosternal es largo, y las mandíbulas poseen un ápice romo sin dientes. En el macho, el esternito genital es visible a través de una escotadura del ventrito 6, y en la hembra, los coxitos están fuertemente reducidos.

## Distribución geográfica
Habita en Queensland (Australia).